# ドクター・エスカルゴン
ドクター・エスカルゴンは、テレビアニメ『星のカービィ』に登場するキャラクターである。声優は龍田直樹。

## 概要
デデデ大王の側近（｢秘書｣と名乗ることもある）で、いつも彼の側にいる薄紫色のカタツムリ。カタツムリは雌雄同体だが、男性として扱われている。しかし、主君のデデデ大王にすら時折悪態をつくほどの毒舌家。言葉の語尾に「 - でゲス」をつけて喋る。カタツムリなので基本的に頭・腕以外の肢体はなく、下半身を這って歩くが、自動車の運転はできる模様。年齢は不明だが、第39話では魔獣ボーキャックによって忘れられた際に、デデデ大王からは｢ジジイ｣、ブンや子供たちからは「じいさん」、フームやメタナイトからは｢ご老人｣と言われていたため中高年程度と思われる。デデデ大王の外出時には自動車の運転手を務め、到着した先でそのまま大王の悪巧みに加わっている。「ドクター」の名の通り、薬やロボットなどさまざまな知識に精通し、多種多様な発明でデデデ大王の悪事の一端を担っている。第29話では魔獣ムッシュ・ゴーンが「oui ça va（ウィ サヴァ、日本語で『はい、元気です』の意）」などとフランス語を多く話すが、それらの意味も理解していたことから、語学に関してもある程度の知識を有している模様（デデデは魚の鯖と勘違いしていた）。城の収入の一部をヘソクリとして金庫に宝石を多数隠している（隠す箇所は自室や玉座の間など複数）。テレビ局「チャンネルDDD」では番組のニュースキャスターやリポーターなどを担当。村人からは「エスカルゴン殿」、または「エスカルゴン閣下」と呼ばれている。母親思いでもあり、25話で嘘をついたことを自ら白状して謝罪し、母親が魔獣に襲われた時は庇ったりもした。

## 関係
デデデ大王との関係
いつでもデデデ大王につき従って行動することが多い。忠誠心は同じ部下のメタナイト卿よりも強いが、内心ではそれほど尊敬しておらず、目の前で毒を吐くことも日常茶飯事。他にもデデデが酷い目に遭った際、泣いたかと思わせて笑っていたこともあった。デデデの独裁が崩れる事を想定した際は「それは素晴らしい」「独裁政治が長続きした試しなんてない」と口走っており、本音では現状を快くは思っていない様子。
しかし、一人で悪口を織り交ぜながらも「愛してるよ陛下」と歌っていたり、デデデに「永遠の愛を誓った夜をお忘れでゲスか」と言っていたり、デデデから制裁を受けて喜ぶシーンがあったりと、なんだかんだで主人を愛しているようである。二人で背中（と殻）を流しあったり、旅行に行ったりするなど基本的に仲はとても良い。他にも95話でデデデが魔獣ヘビーアナコンダーに飲み込まれた時には、泣きながらカービィに助けを求めた。
それでも常日頃から自分への酷使には相当な恨みを抱いており、デデデ大王を陥れるためカービィたちをキャンディで買収して嫌がらせを実行したり（12話）、歯医者を拒否するデデデに「違う所が痛ければ歯の痛みを忘れる」と言いつつハンマーで復讐を試み、しまいには「日頃の恨みを晴らす気か!?」との問いに「はい!」と即答していた（32話）。第55話に至っては、魔獣トゲイラの影響で「怒り」の感情が欠如したデデデをハンマーでひたすら殴り倒すという常軌を異した行動に出た。しかし、これらの復讐は最終的にデデデの逆襲を受けることが多い。また、普段敬語で接するが、ドサクサまぎれにタメ口で返すこともしばしばある。
デデデ大王側の人物であるが、立場上とばっちりを一番受ける人物であるため、フームを含め登場人物たちからは少々同情されて見られており、デデデ大王ほど評判の悪い人物ではない。また、村人と何枚も写真を撮っていたことから（39話）、村人との仲も決して険悪という訳ではない。
カービィとの関係
基本的にはデデデとつるんでカービィに嬉々として危害を加えるが、第78話にて自身が造ったロボにデデデがカービィを倒すように命令した際には動揺し、ブンに「（ロボが壊れたのは）カービィを襲うから」と言われた際も「私はそんなつもりはないでゲス」と断言したり、第39話では｢今まで苛めて悪かった｣と謝罪したりと、心の底ではあまりカービィを苛めたくない様に思っている面も見せる。彼の母も「虫も殺せない程の臆病」と言っていたことなどから、本来は穏やかでお人好しな性格であることがわかる。

## 経歴
若いころ母親に「どこかの国の大王になってみせる」と宣言して国を離れ、プププランドにやって来た。
現在では大王に媚を売っている毎日だが、本人曰く「（大王が）思考力ゼロなので実権はこの私にあるでゲス」（90話）らしい。

## エスカルゴンの発明品
インスタントカメラ
第12話で開発したインスタントカメラ。写真に幽霊が写るように細工が施されていた。
大筒花火テッポードン
第13話に登場したロケット花火型の大型ミサイル。これでカービィを宇宙の彼方まで飛ばそうとした。デデデが注文した魔獣サスケがカービィを道連れにするために使用、爆発まではしたが当のカービィは脱出し失敗、さらにミサイルの構造体が燃え尽きずにエスカルゴンとデデデの頭上に墜落した。
潜水艦
第16話で虹色のサンゴ礁を切り開き、自分の別荘を建てようと目論むデデデのためにエスカルゴンが建造した中型の潜水艦。マニピュレータ操作式。2本のペンチアームでサンゴ礁を切り開くだけでなく、魚雷も発射するなど多少は戦闘もこなせる。デデデの野望に気付いたカービィ達を海の中で返り討ちにするも、スクリューを吸い込んで変身したトルネイドカービィによって空まで打ち上げられ、バラバラに分解された。尚、デデデはエスカルゴンの建造した潜水艦を信用しておらず、潜水艦の中でも潜水用のゴーグルと浮き輪を着用していた。
スパイホッパー
第27話に登場した偵察用バッタ型ロボット。コントローラーにより遠隔操作ができ、自爆装置（第44話で鉄砲水を発生させるために使用された）まで付いている。その後も数回登場しておりカービィやフームの行動を調べていた。第88話ではデデデが新しい殻に着替えようとするエスカルゴンを盗撮しようとしたが気づかれ、彼にタライで破壊された。
エスケル魔獣黄帝液
第23話に登場した注射することで普通の生物を魔獣へと変化させる液状の薬品。これでダイナベイビーを魔獣にしようとした。第87話で再登場し、カラス軍団のボス（クロウエモン）がそれを飲み魔獣クロウエモンになってしまった。この薬は第23話では、「エスケル魔獣黄帝液」と呼ばれたが、第87話では、「エスカル魔獣黄帝液」と呼ばれた。
アイスドラゴンロボ
第28話に登場した巨大ロボット。中に人が乗って操縦する。第20話の魔獣アイスドラゴンがモデルで本物同様口から冷凍ガスを吐いて攻撃する。
デデデ大王が村人を利用してアイスドラゴンロボを造らせるため、ププビレッジに巨大工場を建設、便利グッズを造ると偽って村人達を働かせた。
元々アイスドラゴン自体が冷気を操る敵だった上、頑丈な装甲もあってアイスカービィの攻撃は全く効かなかったが、フームの助言を受けたカービィは工場のエンジンスチームを急激に冷やして破壊。その結果大爆発、大火事を引き起こし、工場から逃げ遅れたロボは高温に耐え切れず爆発した。
原始力潜水艦 ノーチラカス号
第71話でデデデがクジラの子を捕らえて、背中に船橋を取り付けた「乗り物」。原始的な仕組みで動いているため「原始力」である。魚雷を搭載している。原子力潜水艦ノーチラスの名前と製作にリサイクル部品を使用したため"NO"と"散らかす"を引っかけている。
エスカルゴン・ロボ（声優 - 緒方賢一）
第78話に登場したエスカルゴンがデデデ大王にこき使われるのを逃れるために作った自分そっくりのロボット。デデデ大王の事を聞き、それなりに満足させた。しかし、彼の無茶な命令によりロボは大破。徹夜で修理を試み、彼に破壊されることのないロボにするためナイトメア社にパーツを注文。心を持ったエスカルゴン・ロボIIへと生まれ変わる。しかしスイッチ一つで戦闘用ロボと化してしまった。
ラジコン
番外編であるマジカルシアターに登場するカービィを魔獣エビゾウの所までおびき寄せるために使ったラジコン。ラジコンの上にはショートケーキが乗っている。

## その他
- 第88話でデデデに殻を割られてしまった。本人によれば殻を脱ぐことはカタツムリからナメクジになってしまうようなことで相当恥ずかしいらしく（本人曰く、殻は服と違って背骨のようなもの）大騒ぎしたことがあったが、フームたちに接着剤で治してもらい、事なきを得た。殻が割れている間、中身が障害物で隠すことができず、モザイク処理されたシーンがあった。ちなみにカタツムリは本来、殻は体の一部で割れても自動的に修復される。また、殻が割れるような傷を負うと死んでしまう。
- 同じく第88話でホーリーナイトメア社が用意した新しい殻、超合金ヘビメタシェル・攻殻機動スーツによって｢マイマイゴン｣と言う巨大な魔獣になってしまった（ハンマーカービィに殻を割られ元に戻る）。
- カービィやデデデのように普段はCGで描かれている。しかし後期はデデデ同様2Dで描かれることが多くなった（逆にカービィはより3Dで描かれることが多くなった）。
- 巻貝類を食べることは本人にとって御法度であり、第73話でコックカワサキがカタツムリ寿司を出した際には「共食いさせる気か!?」と憤慨し、第88話でデデデに焼きサザエを勧められた際、頑なに拒否していた。
- アニメオリジナルキャラクターのためゲームには登場せず『カービィのエアライド』をプププ通信で紹介した際のデデデとのやり取りでも「どうしてお前は出ないのか」とネタにされていたが、後に『あつめて!カービィ』のサブゲーム「カービィマスター」でデデデの攻撃の際にデデデの御輿を担ぐワドルディたちと共に登場している。